# Levski Roese
Levski Roese (Bulgaars: ФК Левски Русе) was een Bulgaarse voetbalclub uit Roese. 

## Geschiedenis
De club werd opgericht in 1922. In de eerste jaren was er nog geen uniforme competitie in Bulgarije en speelde de club in het regionaal kampioenschap. Nadat de club in 1925/26 kampioen werd namen ze deel aan de eindronde om de landstitel en verloor in de derde ronde van Vladislav Varna. In 1927/28 verloor Levski opnieuw van Vladislav. Nadat enkele stadsrivalen de titels wonnen werd de club in 1932 opnieuw kampioen en verloor nu in de kwartfinale van Sjiptsjenski sokol Varna. Na de titel in 1936 versloeg de club in de eerste ronde Panajot Volov Sjoemen en werd dan uitgeschakeld door Krakra Pernik. 
In 1937 bereikte Levski Roese voor het eerst de finale en verloor in de replay van Levski Sofia.
Vanaf 1937/38 kwam er een competitie, na drie seizoenen werd de club laatste en zou degraderen maar door het uitbreken van de Tweede Wereldoorlog werd er opnieuw een bekervorm gebruikt waarvoor de club wel geselecteerd was. De club werd echter uit de competitie gezet omdat ze zich uit de beker teruggetrokken hadden nadat ze in de halve finale SK Plovdiv verslagen hadden en zo eigenlijk de finale moesten spelen. 
In 1944 fuseerde de club met Angel Kantsjev tot Angel Kantsjev Levski, dat op zijn beurt fuseerde met Dinamo. In 1949 fuseerde Dinamo met drie andere clubs tot het hedendaagse Doenav Roese. 

## Erelijst
- Beker van Bulgarije
  - Finalist: 1938, 1939